# 2741 Valdivia
2741 Valdivia (1975 XG) là một tiểu hành tinh vành đai chính được phát hiện ngày 1 tháng 12 năm 1975 bởi C. Torres ở Cerro El Roble.